# Mathieu Descamps
Pour les articles homonymes, voir Descamps.
Mathieu Descamps est un ingénieur du son et un monteur son français.

## Biographie
Après des études en Arts du Spectacle à l'université de Bordeaux 3, il suit le cursus de la Fémis, département son, dont il sort diplômé en 2007,.

## Filmographie partielle
- 2014 : Bébé tigre de Cyprien Vial
- 2015 : Le Grand Jeu de Nicolas Pariser
- 2015 : La Marcheuse de Naël Marandin
- 2016 : Grave de Julia Ducournau
- 2016 : Belle Dormant d'Adolfo Arrieta
- 2016 : Fui Banquero de Patrick et Émilie Grandperret
- 2017 : Diane a les épaules de Fabien Gorgeart
- 2021 : La Vraie Famille de Fabien Gorgeart

## Distinctions

### Nominations
- César 2018 : César du meilleur son pour Grave